# Walter Giffen
Walter Frank Giffen (* 20. September 1861 in Norwood, Australien; † 28. Juni 1949 in Adelaide, Australien) war ein australischer Cricketspieler, der zwischen 1887 und 1892 für die australische Nationalmannschaft spielte.

## Aktive Karriere
Giffen gab sein First-Class-Debüt in der Saison 1882/83 und spielte in der Folge für South Australia. In 1886 verlor er zwei Fingerkuppen als seine linke Hand zwischen zwei Zahnräder geriet. Sein Debüt in der Nationalmannschaft gab er im Februar 1887 gegen England. Bei der Tour in der Saison 1891/92 kam er noch ein Mal zu zwei weiteren Test-Einsätzen, aber wie bei seinem ersten schied er in allen Innings jeweils früh aus. Sein Bruder George Giffen setzte sich wie schon zuvor dafür ein, dass Walter bei der Ashes Tour 1893 Teil des australischen Teams war, wo er jedoch keine wichtige Rolle mehr spielte. Sein letztes First-Class-Spiel absolvierte er in der Saison 1901/02.